# Liste der Erzbischöfe von Braga
Die folgenden Personen waren Bischöfe und Erzbischöfe von Braga (Portugal):
- Heiliger Peter von Rates (45–60)
- Basilio (60–95)
- Santo Ovídio (95–130)
- Policarpo (130–200)
- Serfriano (200–230)
- Fabião (230–245)
- Felix (245–263)
- Secundo (263–268)
- Caledonio (268–270)
- Narciso (270–275)
- Paterno I. (275–290)
- Grato (290–299)
- Salomão (299–300)
- Sinagrio (300–326)
- Lenoncio (326–328)
- Apolónio (328–366)
- Idacio I. (366–381)
- Lampádio (381–400)
- Paterno II. (400–405) (erster gesicherter Bischof)
- Profuturo I. (405–410)
- Pancraciano (410–417)
- Balconio (417–456)
- Valerio (456–494)
- Idacio II. (494–518)
- Apolinaris (518–524)
- Castino (524–525)
- Valerio (525–527)
- Ausbert (527–537)
- Julião I. (537–538)
- Profuturo II. (538–550)
- Eleutério (550–561)
- Lucrecio (561–562)
- Heiliger Martin, Apostel der Sueben (562–579) (auch Bischof von Dume)
- Pantardo (580–589)
- Benigno (589–612)
- Tolobeu (612–633)
- Julião II. (633–653)
- Potamio (653–656)
- Heiliger Fructuosus (656–665) (auch Bischof von Dume)
- Manucino (660–661)
- Pancrácio (661–675)
- Leudigisus, Leodegisio oder Leodecísio (675–678)
- Liuva (678–681)
- Quirico (681–687)
- Faustino (688–693)
- Heiliger Felix (693–734)
- Heiliger Vítor (734–736)
- Erónio (736–737)
- Hermenegildo (737–738)
- Tiago (738–740)
- Odoario (740–780)
- Ascárico (780–811)
- Argimundo (821–832)
- Nostiano (832)
- Ataulfo (832–840)
- Ferdizendo (840–842)
- Dulcídio (842–850)
- Gladila (850–867)
- Gomado (867–875)
- Flaviano Recaredo (875–881)
- Flaiano (881–889)
- Argimiro (889–910)
- Teodomiro (910–924)
- Hero (924–930)
- Silvatano (930–942)
- Gundisalvo (942–950)
- Hermenegildo (951–985)
- Pelagio (986–1002)
- Diogo oder Tiago (1003–1004)
- Flaviano (1004–1017)
- Pedro (1017–1058)
- Maurelo (1058–1060)
- Sigefredo (1060)
- Vistrario (1060–1070)
- Pedro I. (1071–1091) (erster Erzbischof)
- Geraldo de Moissac (1096–1108)
- Maurício Burdino (1109–1118)
- Paio Mendes da Maia (1118–1137)
- João Peculiar (1139–1175)
- Godinho (1176–1188)
- Martinho I. Pires (1189–1209)
- Pedro II. Mendes (1209–1212) (Elekt)
- Estêvão Soares da Silva (1213–1228)
- Sancho I. (1229)
- Silvestre Godinho (1229–1244)
- João II. Egas (1245–1251)
- Sancho II. (1251–1265)
- Martinho II. Geraldes (1265–1271)
- Pedro III. Julião (1272–1274), der spätere Papst Johannes XXI.
- Sancho III. (1275)
- Kardinal Ordonho Alvares (1275–1278)
- Telo (1279–1292)
- Martinho III. Pires de Oliveira (1295–1313)
- João III. Martins de Soalhães (1313–1325)
- Gonçalo Pereira (1326–1348)
- Guilherme de la Garde (1349–1361)
- João IV. de Cardaillac (1361–1371)
- Vasco (1371) (auch Patriarch von Lissabon)
- Martinho IV. de Zamora (1372) (Elekt)
- Lourenço Vicente (1374–1397)
- João V. Garcia (1397–1398)
- Martinho V. Afonso de Miranda (1398–1416)
- Fernando da Guerra (1417–1467)
- Luís I. Pires (1468–1480)
- João VI. de Melo (1481)
- João VII. Galvão (1482–1485) (Elekt)
- Jorge II. da Costa (1486–1488), nach der Abdankung im Jahr 1488 wirkte er als Administrator bis 1505[1]
- Diogo I. de Sousa (1505–1532)
- Heinrich I. von Portugal (1533–1540)
- Diogo II. da Silva (1540–1541)
- Eduard von Portugal (1542–1543)
- Manuel I. de Sousa (1545–1549)
- Baltasar Limpo (1550–1558)
- Heiliger Bartolomeu Fernandes dos Mártires OP (1559–1581), 2019 in das Verzeichnis der Heiligen aufgenommen
- João VIII. Afonso de Menezes (1581–1587)
- Agostinho de Jesus (1588–1609)
- Aleixo de Menezes (1612–1617)
- Afonso Furtado de Mendonça (1618–1626)
- Rodrigo I. da Cunha (1627–1635)
- Sebastião de Matos de Noronha (1635–1641)
- Vakanz 1641–1654
- Pedro IV. de Lencastre (1654–1670)
- Veríssimo de Lencastre (1670–1677)
- Luís II. de Sousa (1677–1690)
- José I. de Menezes (1690–1696)
- João IX. de Sousa (1696–1703) (auch Patriarch von Lissabon)
- Rodrigo II. de Moura Teles (1704–1728)
- João da Mota e Silva (1732) (Elekt)
- José II. de Bragança (1741–1756)
- Gaspar de Bragança (1758–1789)
- Caetano da Anunciação Brandão, TOR (1790–1805)
- José III. da Costa Torres (1807–1813)
- Miguel da Madre de Deus da Cruz, OFM (1815–1827)
- Pedro IV. Paulo de Figueiredo da Cunha e Melo (1843–1855)
- José IV. Joaquim de Azevedo e Moura (1856–1876)
- João X. Crisóstomo de Amorim Pessoa (1876–1883)
- António I. José de Freitas Honorato (1883–1898)
- Manuel II. Baptista da Costa (1899–1913)
- Manuel III. Vieira de Matos (1915–1932)
- António II. Bento Martins Júnior (1933–1963)
- Francisco Maria da Silva (1963–1977)
- Eurico Dias Nogueira (1977–1999)
- Jorge IV. Ferreira da Costa Ortiga (1999–2021)
- José Manuel Garcia Cordeiro (seit 2021)